# Symfonie nr. 3 (Broadstock)
De Australische componist Brenton Broadstock voltooide zijn Symfonie nr. 3 "Voices in the fire" in 1991. In 1989 leverde de componist in zijn Symfonie nr. 2 commentaar op de loopgravenoorlog tijdens de Eerste Wereldoorlog. Zijn derde symfonie verwijst wederom naar een oorlog, in dit geval de poging tot uitroeiing van de Joden tijdens de Tweede Wereldoorlog. Als vergelijking naar Australië behandelt de symfonie ook de uitroeiing van de Tasmaniërs. In 1876 stierf Truganini als vermeend laatste overlever van dat ras.
De eerste twee symfonieën van Broadstock bestaan uit één deel, deze derde symfonie valt uiteen in vier secties verdeeld over twee herkenbare delen. Het eerste deel (subtitel With Angst) van dertien minuten geeft het geweld weer met geweerschoten, die een eind maken aan het joodse leven. Broadstock haalde zijn inspiratie uit een archieffilm waarbij Joden een voor een werden neergeschoten. Deel 2 van eveneens 13 minuten is een klaagzang over de teloorgang van het Tasmaanse volk, maar ook een verwijzing naar het soms onmenselijk handelen van de mensheid. Hij zag een foto van de sombere blik van Truganini.
De opdracht voor dit werk kwam van de Australian Broadcast Corporation ter viering van hun zestigste verjaardag in 1992.
- 1 piccolo, 2 dwarsfluiten (II ook altfluit), 2 hobo’s, 1 althobo, 2 klarinetten, 1 basklarinet, 2 fagotten
- 4 hoorns, 3 trompetten, 2 trombones, 1 bastrombone, 1 tuba
- pauken, 3 man/vrouw percussie, 1 piano/celesta
- violen, altviolen, celli, contrabassen

## Discografie
- Uitgave Et'cetera: Academisch Symfonieorkest van Krasnojarsk o.l.v. Andrew Wheeler